# Hermann Lübbe

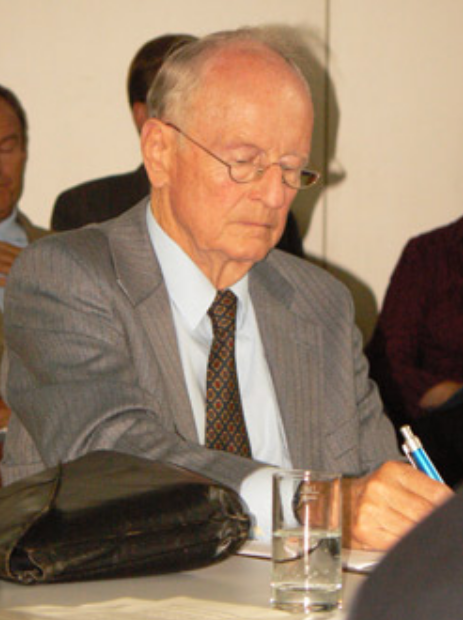
Hermann Lübbe (2007)

Hermann Lübbe (* 31. Dezember 1926 in Aurich) ist ein deutscher Philosoph. Er war von 1971 bis 1991 ordentlicher Professor für Philosophie und Politische Theorie an der Universität Zürich und dabei zeitweise Präsident der Allgemeinen Gesellschaft für Philosophie. Durch seine Beiträge zu aktuellen politischen Debatten wurde er über die Fachkreise hinaus bekannt. Lübbe zählt zur Ritter-Schule.

## Leben
Lübbe beantragte am 9. März 1944 die Aufnahme in die NSDAP und wurde zum 20. April desselben Jahres aufgenommen (Mitgliedsnummer 9.952.954). Nach eigenen Angaben kann er sich nicht an die Mitgliedschaft erinnern, sie aber auch nicht ausschließen. Nach dem Krieg war Lübbe zeitweilig Mitglied der SPD.
Lübbe studierte von 1947 bis 1951 Philosophie, Theologie und Soziologie in Göttingen, Münster und Freiburg im Breisgau, u. a. bei Joachim Ritter und Heinrich Scholz. Nach seiner Promotion mit einer Arbeit zur Vollendung der Ding-an-sich-Problematik im Werke Kants bei Wilhelm Szilasi an der Albert-Ludwigs-Universität Freiburg 1951 wurde er Assistent von Gerhard Krüger in Frankfurt am Main – er besuchte dort auch Seminare von Max Horkheimer und Theodor W. Adorno – sowie Universitätsassistent in Erlangen und Köln. 1956 habilitierte er sich in Erlangen mit einer Schrift über Die Transzendentalphilosophie und das Problem der Geschichte und lehrte dann zunächst als Privatdozent, später als Professor an den Universitäten Erlangen, Hamburg, Köln und Münster.
Von 1963 bis 1969 war er ordentlicher Professor an der damals neu gegründeten Ruhr-Universität Bochum, ab 1966 gleichzeitig Staatssekretär im Kultusministerium von Nordrhein-Westfalen. 1969 wechselte er in das Amt des Staatssekretärs beim Ministerpräsidenten Heinz Kühn und ging als ordentlicher Professor für Sozialphilosophie an die ebenfalls neu gegründete Universität Bielefeld, wo er bis 1973 blieb. 1970 gab er den Staatssekretärsposten auf. Im Jahr 1970 gehörte Hermann Lübbe zum engsten Gründerkreis des Bund Freiheit der Wissenschaft: gemeinsam mit Hans Maier und Richard Löwenthal hatte er den Gründungsaufruf formuliert.
Von 1971 bis 1991 war Lübbe ordentlicher Professor und seit der Emeritierung 1991 Honorarprofessor für Philosophie und Politische Theorie an der Universität Zürich. Seit Mai 2004 war er „Senior Fellow“ an der Universität Duisburg-Essen und seit 1974 Mitglied des PEN-Zentrums Deutschland.
In den Jahren 1975 bis 1978 fungierte Lübbe als Präsident der Allgemeinen Gesellschaft für Philosophie in Deutschland. Er ist Mitglied zahlreicher wissenschaftlicher Gesellschaften des In- und Auslandes und erhielt zahlreiche Preise und Auszeichnungen, u. a. im Jahr 1990 den Ernst-Robert-Curtius-Preis für Essayistik und 1995 den Hanns Martin Schleyer-Preis für 1994. 1996 erhielt er das Große Verdienstkreuz der Bundesrepublik Deutschland und im Jahre 2000 das Ehrendoktorat der Evangelisch-Theologischen Fakultät der Universität München.
Hermann Lübbe war seit 1951 verheiratet mit Grete Lübbe-Grothues (1926–2017) und hat vier Kinder. Zeitweilig bewohnt er seinen Nebenwohnsitz in Havixbeck bei Münster. Seine Tochter Gertrude Lübbe-Wolff war von 2002 bis 2014 Richterin des Bundesverfassungsgerichts, seine Tochter Weyma Lübbe Professorin für Praktische Philosophie an der Universität Regensburg, seine Tochter Anna Lübbe ist Professorin für Verfahrensrecht und außergerichtliche Konfliktlösung an der Hochschule Fulda, sein Sohn Jann Lübbe ist Dermatologe in der Westschweiz.
Hermann Lübbe ist Mitglied im Wissenschaftlichen Beirat der Zeitschrift für Politik.

## Werk
Lübbes Werk zeichnet sich aus durch eine große thematische und methodologische Spannweite, das durchgängige Bemühen um Aktualitäts- und Praxisbezug, die zeitgeschichtliche Konkretion philosophischer Überlegungen sowie durch einen oft polemisch-engagierten, sprachstilistisch versierten Duktus. Frühe Arbeiten beschäftigen sich mit begriffs- und ideengeschichtlichen Themen (Politische Philosophie in Deutschland, 1963; Säkularisierung, 1965) und Autoren wie Ernst Mach, Ludwig Wittgenstein, Edmund Husserl oder Wilhelm Schapp (Bewusstsein in Geschichten, 1972).
In einer Vielzahl von Schriften widmet sich Lübbe vor allem Fragen der politischen Philosophie und vertritt dort einen dezidiert liberalen Standpunkt in der Tradition der Aufklärung. Totalitäre Theorien wie insbesondere seiner Ansicht nach den Marxismus, aber auch technokratische Ansätze in der Nachfolge beispielsweise Helmut Schelskys unterzieht er von diesem Standpunkt aus einer vehementen Kritik. Gegenüber dem gesinnungsethischen Rigorismus totalitärer „Großideologien“ betont Lübbe dabei die Bedeutung des common sense und der konventionellen Moral für die Ausbildung politischer Urteilskraft. Einer technokratischen Auffassung politischer Praxis, die Politik auf ein von Sachzwängen diktiertes Planungshandeln reduziert, stellt er den Dezisionismus entgegen: für ihn ist es die subjektive Entscheidung, deren Entstehung letztlich kontingent ist und die weder auf rationalem noch diskursivem Wege als „wahr“ oder „falsch“ erwiesen werden kann, die die Grundlage des politischen Prozesses darstellt; in Demokratien realisiert sie sich über Mehrheitsbeschlüsse, wobei in diesem Zusammenhang auch Lübbes Rückgriff auf das Konzept einer Zivilreligion (Jean-Jacques Rousseau) bedeutsam wird.
Ein weiterer Schwerpunkt liegt auf der Auseinandersetzung mit Geschichtsbegriff und Geschichtsinteresse (1977). Angelehnt an Karl R. Poppers Historizismusbegriff übt Lübbe Kritik an totalitären geschichtsphilosophischen Modellen und versucht eine wissenschaftstheoretische Rehabilitierung des  Historismus: Da Geschichten stets ein komplexes Konglomerat aus intendierten Handlungen und unintendierten Widerfahrnissen und Nebenfolgen darstellen, lässt sich ihr Verlauf weder auf allgemeine Gesetze reduzieren noch auf deren Basis gar prognostizieren, sondern angesichts unüberblickbar vieler kontingenter Elemente und dysfunktionaler Resultate nur rückblickend erzählen. Das Interesse an Geschichten wiederum beruht in erster Linie auf ihrer identitätsstiftenden Funktion als „Prozesse der Systemindividualisierung“.
Die Entwicklung der modernen, wissenschaftlich-technischen Zivilisation ist Lübbe zufolge durch eine sich immer mehr beschleunigende Veränderungsdynamik gekennzeichnet, in deren Zuge vertraute Lebensverhältnisse und traditionale Orientierungen in immer größerem Umfang ausfallen. Daher gehört zu ihr als Ausgleich die Ausbildung eines „historischen Sinns“, dessen Erscheinungsformen Lübbe insbesondere in den Geisteswissenschaften, aber auch in Phänomenen wie der Musealisierung und dem Denkmalschutz ortet. Die letztlich aufklärungsresistente Funktion der Religion wiederum deutet er als „Kontingenzbewältigung“.
Lübbes Interventionen in aktuelle politische Debatten der Bundesrepublik Deutschland haben immer wieder zu Kontroversen geführt, insbesondere seine polemische Auseinandersetzung mit der Studentenbewegung und der außerparlamentarischen Opposition in den 1960er und 1970er Jahren. Lübbe warf diesen einen schädlichen Einfluss auf die zeitgenössische Schul- und Hochschulpolitik vor und rückte sie in einen Zusammenhang mit dem Linksterrorismus der 1970er Jahre.

## Schriften
- Politische Philosophie in Deutschland: Studien zu ihrer Geschichte. (1963)
- Der Streit um Worte: Sprache und Politik. (1967)
- Säkularisierung: Geschichte eines ideenpolitischen Begriffs. (1965)
- Theorie und Entscheidung: Studien zum Primat der praktischen Vernunft. (1971)
- Hochschulreform und Gegenaufklärung: Analysen, Postulate, Polemik zur aktuellen Hochschul- und Wissenschaftspolitik. (1972)
- Bewusstsein in Geschichten: Studien zur Phänomenologie der Subjektivität: Mach, Husserl, Schapp, Wittgenstein (1972)
- Fortschritt als Orientierungsproblem: Aufklärung in der Gegenwart. (1975)
- Unsere stille Kulturrevolution. (1976)
- Wissenschaftspolitik: Planung, Politisierung, Relevanz. (1977)
- Geschichtsbegriff und Geschichtsinteresse: Analytik und Pragmatik der Historie. (1977)
- Wozu Philosophie? Stellungnahmen eines Arbeitskreises. (1978)
- Endstation Terror: Rückblick auf lange Märsche. (1978)
- Philosophie nach der Aufklärung: Von der Notwendigkeit pragmatischer Vernunft. (1980)
- Zwischen Trend und Tradition: Überfordert uns die Gegenwart? (1981)
- Zeit-Verhältnisse: Zur Kulturphilosophie des Fortschritts. (1983)
- Religion nach der Aufklärung. (1986, 3. Auflage 2004)
- Politischer Moralismus: Der Triumph der Gesinnung über die Urteilskraft. (1987)
- Fortschrittsreaktionen: Über konservative und destruktive Modernität. 1987
- Die Aufdringlichkeit der Geschichte: Herausforderungen der Moderne vom Historismus bis zum Nationalsozialismus. (1989)
- Der Lebenssinn der Industriegesellschaft: Über die moralische Verfassung der wissenschaftlich-technischen Zivilisation. (1990, 2. Aufl. 1994)
- Freiheit statt Emanzipationszwang: Die liberalen Traditionen und das Ende der marxistischen Illusionen. (1991)
- Die schwarze Wand der Zukunft. In: Ernst Peter Fischer (Hrsg.): Auf der Suche nach der verlorenen Sicherheit (= Mannheimer Gespräche.) Piper, München 1991, S. 17–44.
- Im Zug der Zeit: Verkürzter Aufenthalt in der Gegenwart. (1992)
- Abschied vom Superstaat: Vereinigte Staaten von Europa wird es nicht geben. (1994)
- Zeit-Erfahrungen: Sieben Begriffe zur Beschreibung moderner Zivilisationsdynamik. (1996)
- Die Zukunft der Vergangenheit: Kommunikationsnetzverdichtung und das Archivwesen. (2000)
- „Ich entschuldige mich.“ Das neue politische Bußritual. (2001)
- Politik nach der Aufklärung: Philosophische Aufsätze. (2001)
- Wissenschaft und Religion nach der Aufklärung: Über den kulturellen Bedeutsamkeitsverlust wissenschaftlicher Weltbilder. (2001)
- Aufklärung anlasshalber: Philosophische Essays zu Politik, Religion und Moral. (2001)
- Medien- und Gesellschaftswandel. (2002)
- Modernisierungsgewinner: Religion, Geschichtssinn, direkte Demokratie und Moral. (2004)
- Tugendterror – höhere Moral als Quelle politischer Gewalt. In: Totalitarismus und Demokratie, 1 (2004), 2, S. 203–217 (PDF).
- Die Zivilisationsökumene: Globalisierung kulturell, technisch und politisch. (2005)
- Vom Parteigenossen zum Bundesbürger: Über beschwiegene und historisierte Vergangenheiten. (2007)
- Hermann Lübbe im Gespräch. Wilhelm Fink, Paderborn 2010, ISBN 978-3-7705-5044-9.
- Zivilisationsdynamik: Ernüchterter Fortschritt politisch und kulturell. Schwabe, Basel 2014, ISBN 978-3-7965-3251-1.